# Sterling Hayden
Sterling Hayden (Sterling Relyea Walter) (Upper Montclair, New Jersey, 1916. március 26. – Sausalito, Kalifornia, 1986. május 23.) amerikai színész.
Hayden karrierje jelentős részében főszerepeket játszott, olyan klasszikusokból lehet ismerős, mint John Huston Aszfaltdzsungel (1950), valamint Stanley Kubrick Gyilkosság (1956) és Dr. Strangelove, avagy rájöttem, hogy nem kell félni a bombától, meg is lehet szeretni (1964) című rendezése. Kései szerepei között volt McCluskey kapitány megformálása az 1972-es A Keresztapában.

## Fiatalkora
A New Jersey állambeli Upper Montclair-ben született 1916. március 26-án, George és Frances Walter gyermekeként. Miután édesapja meghalt, kilencévesen adoptálta James Hayden, ekkor változott a neve Sterling Walter Haydenre. Gyermekkorában családjával sokat költözött, élt New Hampshireben, Massachusettsben, Pennsylvaniában és Maineben is.
16 évesen otthagyta a középiskolát és matróznak állt egy szkúneren. Első útja a kaliforniai Newport Beachből a connecticuti New Londonig vezetett. Később egy új-fundlandi halászhajón teljesített szolgálatot, és fűtőként egy Kubába tartó gőzhajón is dolgozott. Miután megszerezte a mesterképzést egy kereskedelmi szkúneren szolgált a Karibi-térségben. 22 évesen már elsőtiszt volt egy Tahitibe tartó hajón.

## Hollywoodi évei és katonai szolgálata
A tengeren töltött évei után fotómodellként kezdett dolgozni, majd a Paramount Picturesszel írt alá szerződést. Olyan nevekkel illették, mint a „Legszebb férfi a filmvásznon” vagy a „Gyönyörű szőke viking”. Sterling 196 centiméterével magasabb volt a legtöbb színész kollégájánál. Első filmjét 1941-ben forgatta Virginia címmel. A forgatás alatt ismerkedett meg az angol színésznő Madeleine Carrollal, akibe beleszeretett, majd feleségül vette. Házasságuk csak négy évig tartott.
Két filmszerep után otthagyta Hollywoodot és John Hamilton álnéven beállt a Haditengerészethez. Később felettesei beajánlották egy tisztképző iskolába, ahonnan alhadnagyként került ki, majd az OSShez, a hírszerzéshez irányították.
Mint az OSS titkosügynöke a második világháború alatt ellátmányt juttatott a jugoszláv partizánok részére Olaszországból, de ejtőernyővel ledobták a németbarát Független Horvát Állam területére is. Szintén részt vett a Nápoly - Foggia hadjáratban. 1944. szeptember 13-án főhadnaggyá, majd 1945. február 14-én századossá léptették elő. A háború alatt többszörösen kitüntették, december 24-én szerelt le.
A háború után egy rövid ideig tagja volt a Kommunista Pártnak, ahova azért lépett be, mert még a háború alatt tiszteletet váltott ki belőle a kommunista partizánok bátorsága. Igaz később együttműködött az Amerika-ellenes tevékenységet vizsgáló bizottsággal, mindent elmondott rövid kommunista múltjáról és neveket is megadott. Akkori felesége, Betty de Noon szerint a férje csak olyan neveket adott meg, amelyeket már megvoltak a Bizottságnak, mert birtokukban volt a Kommunista Párt taglistája. Később Hayden meg is tagadta a további együttműködést.

## Magánélete
Hayden gyakran kimondottan lelkesedés nélkül állt a kamera elé, és csak azért írta alá az adott filmszerződést, hogy az érte kapott pénzből új hajót tudjon venni vagy elutazni vele valahova. 1958-ban viharos körülmények között vált el Betty de Noontól, de a gyermekei (4) feletti felügyeleti jogot megnyerte. 1960-ban házasságot kötött Catherine Devine McConnellel, akitől még két gyermeke született, de a nőnek volt még egy fia az előző házasságából.
A '60-as évek elején a Berkeley nevű gőzhajón egy kabint bérelt, ahol megírta az életrajzi könyvét, ami 1963-ban jelent meg Wanderer címmel.
A '70-es években A Keresztapában nyújtott alakítása után gyakran volt az NBC Tomorrow Show című műsorának a vendége, ahol mesélt filmes karrierjéről, utazásairól és kalandjairól a világban.
1986. május 23-án, 70 éves korában hunyt el prosztatarákban a kaliforniai Sausalitóban.

## Fontosabb filmjei
- 1950: Aszfaltdzsungel (The Asphalt Jungle) - Dix Handley
- 1952: A sztár (The Star) - Jim Johannson
- 1954: A bátor herceg (Prince Valiant) - Sir Gawain
- 1954: Johnny Guitar - Johnny Guitar
- 1954: Váratlan (Suddenly) - Tod Shaw sheriff
- 1956: Gyilkosság (The Killing) - Johnny Clay
- 1964: Dr. Strangelove, avagy rájöttem, hogy nem kell félni a bombától, meg is lehet szeretni (Dr. Strangelove) - Jack Ripper altábornagy
- 1968: Kegyetlen szerződés (Hard Contract) - Michael Carlson
- 1972: A Keresztapa (The Godfather) - McCluskey kapitány
- 1973: A hosszú búcsú (The Long Goodbye) - Roger Wade
- 1976: Huszadik század (Novecento) - Leo Dalco
- 1978: A cigányok királya (King of the Gypsies) - King Zharko Stepanowicz
- 1979: Téli gyilkosságok (Winter Kills) - Z. K. Dawson
- 1980: Kilenctől ötig (Nine to Five) - Russell Tinsworthy
- 1981: Kígyóméreg (Venom) - Howard Anderson

## Fordítás
- Ez a szócikk részben vagy egészben  a   Sterling_Hayden című angol Wikipédia-szócikk fordításán alapul.  Az eredeti cikk szerkesztőit annak laptörténete sorolja fel. Ez a jelzés csupán a megfogalmazás eredetét és a szerzői jogokat jelzi, nem szolgál a cikkben szereplő információk forrásmegjelöléseként.